# Oberlauterbach (Falkenstein/Vogtl.)
Oberlauterbach ist ein Ortsteil der Stadt Falkenstein/Vogtl. im sächsischen Vogtlandkreis. Die Gemeinde Oberlauterbach mit ihrem Ortsteil Unterlauterbach wurde am 1. Januar 1999 in die Stadt Falkenstein/Vogtl. eingemeindet. Beide Orte bilden seitdem den Ortsteil Oberlauterbach.

## Geographie

### Geographische Lage und Verkehr
Oberlauterbach bildet den südlichen Teil des Ortsteils Oberlauterbach nordwestlich von Falkenstein/Vogtl. Der durch den Ort fließende Lauterbach ist ein Zufluss der Trieb. Oberlauterbach befindet sich im Zentrum des Vogtlandkreises und im sächsischen Teil des historischen Vogtlands. Geografisch liegt der Ort im Osten des Naturraums Vogtland.
Der Ort ist mit der vertakteten RufBus-Linie 71 des Verkehrsverbunds Vogtland an Falkenstein angebunden. Dort besteht Anschluss zum PlusBus nach Auerbach, Rodewisch, Oelsnitz und Plauen.

### Nachbarorte
|         | Unterlauterbach                             | Schreiersgrün |
| Schönau | Kompassrose, die auf Nachbargemeinden zeigt | Dorfstadt     |
| Trieb   | Neustadt/Vogtl.                             |               |

## Geschichte

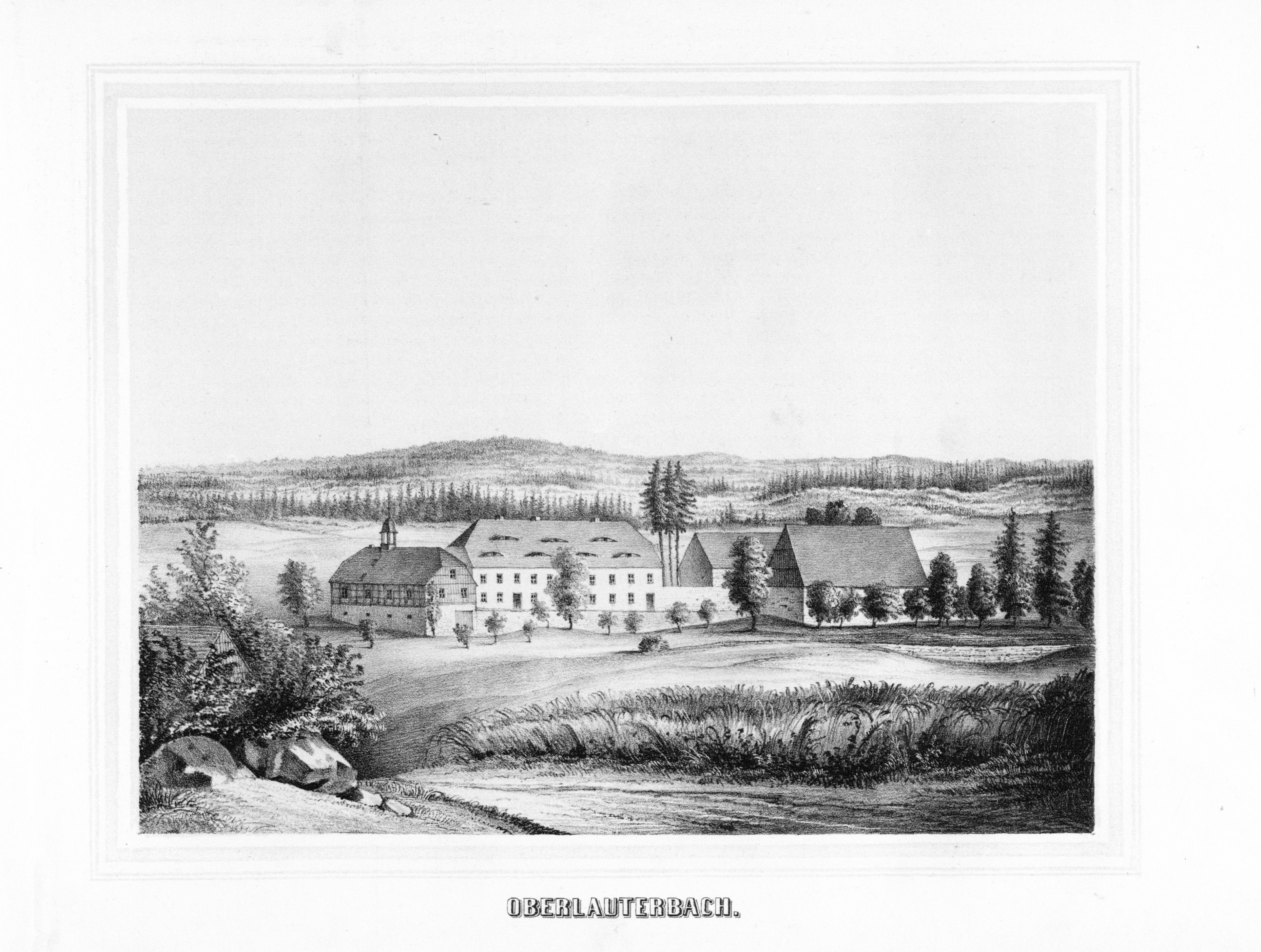
Historische Darstellung des Ritterguts Oberlauterbach

Oberlauterbach wurde erstmals im Jahr 1421 als „Luterbach“ im Gegensatz zum 1445 als „Luterbach by Drewen“ erwähnten Nachbarort Niederlauterbach genannt. Im Jahr 1460 existierten die Bezeichnungen „Nider Lauterboch“ und „Ober Lauterboch“. Kirchlich und politisch waren beide Orte zu dieser Zeit anderen Verwaltungseinheiten zugeordnet. Während Oberlauterbach um 1583 politisch zum Rittergut Falkenstein gehörte und kirchlich ebenfalls nach Falkenstein gepfarrt war, gehörte Unterlauterbach um 1583 zur Grundherrschaft des Ritterguts Treuen und kirchlich ebenfalls zu Treuen.
In Oberlauterbach ist seit 1421 ein Gut nachgewiesen, welches Conrad von Trützschler im Jahr 1445 erwarb. Das Gut in Oberlauterbach wurde im Jahr 1501 als Vorwerk des Rittergutes Falkenstein Unteren Teils genutzt und 1535 zu einem eigenständigen Rittergut erhoben. Im Besitz der Familie von Trützschler blieb das Rittergut Oberlauterbach noch mindestens bis 1831. In der zweiten Hälfte des 19. Jahrhunderts gehörte es zunächst Herrn Opitz und danach Herrn Falk. Ab 1868 gehörte das Rittergut Oberlauterbach der Familie Hermann, wodurch der Name „Hermannsches Gut“ für das Gebäude entstand.
Oberlauterbach gehörte bis ins 16. Jahrhundert zur Herrschaft Falkenstein und danach bis 1856 zum kursächsischen bzw. späteren königlich-sächsischen Amt Plauen. 1856 wurde Oberlauterbach dem Gerichtsamt Falkenstein und 1875 der Amtshauptmannschaft Auerbach angegliedert. Die Familie Hermann besaß das Rittergut Oberlauterbach bis zur Enteignung im Zuge der Bodenreform in der Sowjetischen Besatzungszone ab 1945. Um 1953 erfolgte der Verkauf an die LPG.
Am 1. Januar 1950 wurde die Gemeinde Unterlauterbach nach Oberlauterbach  eingemeindet. Durch die zweite Kreisreform in der DDR kam die Gemeinde Oberlauterbach im Jahr 1952 zum Kreis Auerbach im Bezirk Chemnitz (1953 in Bezirk Karl-Marx-Stadt umbenannt), der 1990 als sächsischer Landkreis Auerbach fortgeführt wurde und 1996 im Vogtlandkreis aufging. Das Rittergut Oberlauterbach (Hermannsches Gut) wurde im Jahr 1995 an einen privaten Inhaber verkauft. Die teilweise verfallenen Gebäude des Ritterguts Unterlauterbach (Rittergut Adlershof) wurden hingegen im Jahr 1990 von der Gemeinde Oberlauterbach erworben. Die Sanierungsarbeiten der Gebäude begannen in den Jahren 1992/1993. Das Natur- und Umweltzentrum Vogtland e. V. (NUZ Vogtland) zog im Jahr 2000 in das sanierte Herrenhaus ein. Der Park des Ritterguts Adlershof wurde im Jahr 2008 saniert und kann somit für Veranstaltungen (Freilichtbühne) genutzt werden. In den weiteren Gebäuden des Komplexes siedelten sich private und öffentliche Investoren an. Es entstanden Wohnungen, Büros, eine Naturherberge, Werkstätten und Veranstaltungsbereiche. Weiterhin hat das Ländliche Entwicklungszentrum Vogtland seit 2006 seinen Sitz im Komplex des Ritterguts Adlershof im Ortsteil Unterlauterbach.
Am 1. Januar 1999 wurde die Gemeinde Oberlauterbach mit ihrem Ortsteil Unterlauterbach nach Falkenstein eingemeindet, wodurch Oberlauterbach (mit Unterlauterbach) Ortsteilstatus erhielt.

### Einwohnerstatistik
1557 lebten im Ort 14 besessene Mann, 1 Häusler und 6 Inwohner; 1764 waren es 15 besessene Mann und 10 Häusler.
| Jahr          | 1834 | 1871 | 1890 | 1910 | 1925 | 1939 | 1946 | 1950 | 1964 | 1990 |
| ------------- | ---- | ---- | ---- | ---- | ---- | ---- | ---- | ---- | ---- | ---- |
| Einwohnerzahl | 315  | 419  | 445  | 656  | 574  | 459  | 488  | 785  | 659  | 437  |

1910 war Oberlauterbach unter den 69 Kommunen der Amtshauptmannschaft Auerbach auf Rang 42 der Einwohnerstatistik. 1925 lebten im Ort 564 Lutheraner, 2 Katholiken und 8 andersgläubige.